# Kerasten
Die Kerasten (altgriechisch Κερασταί Kerastaí, deutsch ‚die Gehörnten‘, lateinisch Cerastae) sind mythische Bewohner der Stadt Amathus auf Zypern, sie haben auf ihrer Stirn zwei Hörner.
Bei ihnen stand ein Altar des Jupiter, der das Gastrecht beschützt, auf dem sie einen Fremden getötet hatten. Die auf Zypern heimische Göttin Venus sieht ihre Heimat beschmutzt und verwandelt die Kerasten zur Strafe in finster blickende Stiere.
Ihr frevelndes weibliches Pendant sind die Propoetiden.